# Hakeem Nicks
Hakeem Amir Nicks (* 14. ledna 1988, Charlotte, Severní Karolína) je hráč amerického fotbalu nastupující na pozici Wide receiver za tým Tennessee Titans v National Football League.
Byl draftován týmem New York Giants v roce 2009 v prvním kole. S Giants se stal vítězem Super Bowlu v roce 2012.